# NGC 2813
NGC 2813 ist eine linsenförmige Galaxie vom Hubble-Typ S0 im Sternbild Krebs auf der Ekliptik. Sie ist schätzungsweise 384 Millionen Lichtjahre von der Milchstraße entfernt und hat einen Durchmesser von etwa 150.000 Lj.
Im selben Himmelsareal befinden sich u. a. die Galaxien NGC 2807, NGC 2809, NGC 2812, IC 2457.
Das Objekt wurde am 17. Februar 1865 von dem deutschen Astronomen Albert Marth entdeckt.